# Marin (Algieria)
Marin (arab. مرين; fr. Merine) – gmina w prowincji Sidi Bu-l-Abbas, w Algierii, znajdująca się w zachodniej części prowincji, około 50 km na południowy wschód od Sidi Bu-l-Abbas. W 2008 roku gminę zamieszkiwało 7705 osób. Numer statystyczny gminy w Office National des Statistiques d'Algérie to 2222.